# Macerino
Macerino ist eine Fraktion (italienisch frazione) der italienischen Gemeinde Acquasparta in der Provinz Terni in Umbrien.

## Geografie
Der Ort liegt etwa 5 km südöstlich des Hauptortes Acquasparta, etwa 12 km nördlich der Provinzhauptstadt Terni und etwa 50 km südöstlich der Regionalhauptstadt Perugia an einem südlichen Ausläufer des Gebirgszugs der Monti Martani. Der Ort liegt bei 665 m s.l.m. und hatte 2001 7 Einwohner, 2011 waren es ebenfalls 7 Einwohner. 1850 waren es noch 284 Einwohner. Nächstgelegene Orte sind Casteldelmonte, ca. 4 km nordwestlich gelegen, und Portaia, ca. 4 km südwestlich, beide Ortsteile von Acquasparta.

## Geschichte
Wie Funde zeigen, wurde der Ort schon zu römischer Zeit besiedelt. Erstmals erwähnt wurde Macerino im Jahr 1093. Im Jahr 1527 unterstellte sich die Gemeinde dem Schutz von Spoleto.

## Sehenswürdigkeiten
- San Biagio, Kirche im Erzbistum Spoleto-Norcia, die innerhalb der Wehrmauern am höchsten Punkt des Ortes liegt. Die Kirche wurde bereits vor dem Jahr 1000 erwähnt und wurde 1093 Pfarrkirche mit Taufrecht.[4]
- San Giovenale, Kirche am Friedhof außerhalb und östlich des Ortes, die um das 12./13. Jahrhundert entstand. Bei dem Erdbeben von 1503 entstanden erhebliche Schäden an der Kirche.[5]

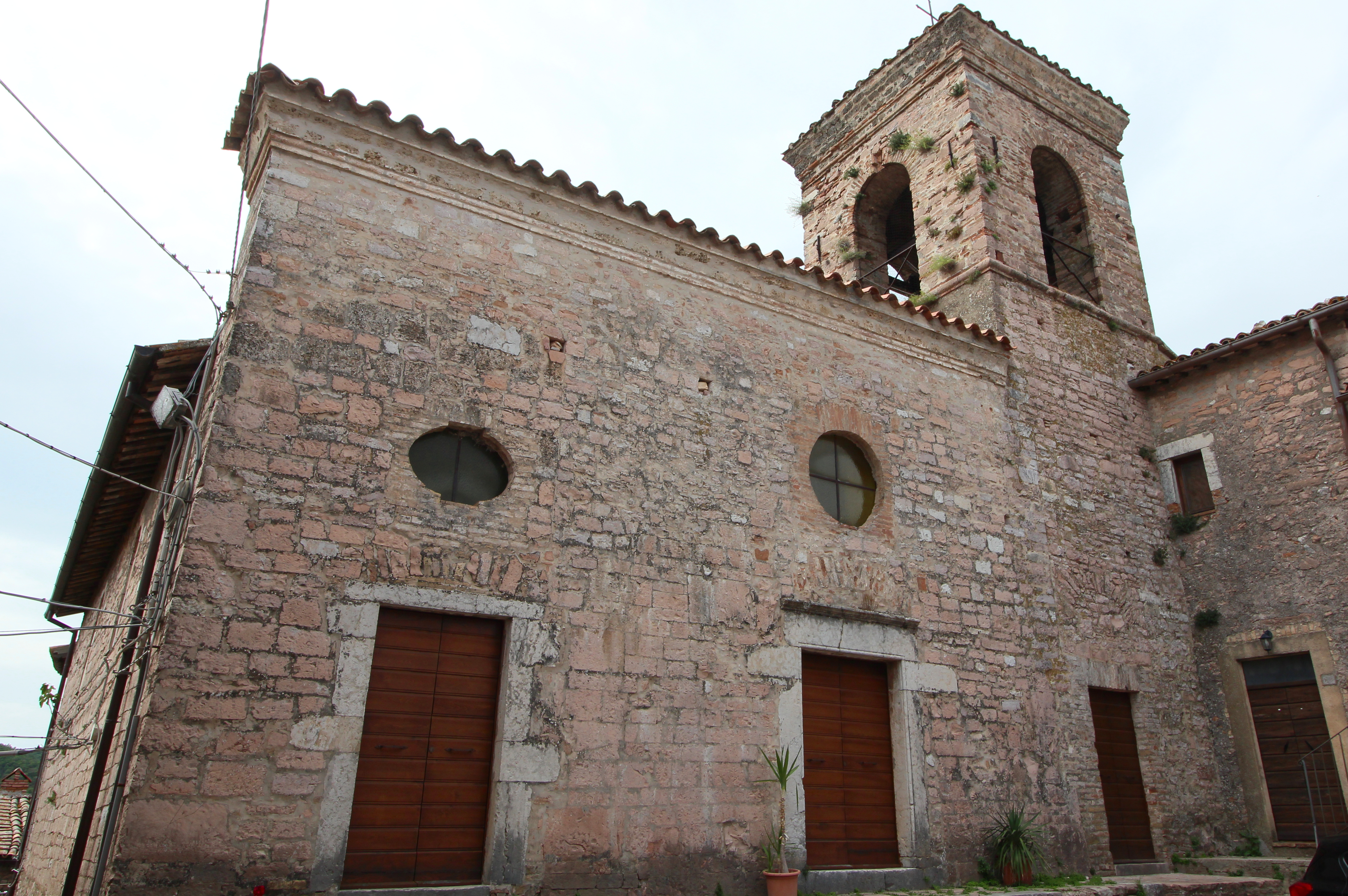
Die Kirche San Biagio innerhalb der Wehrmauern
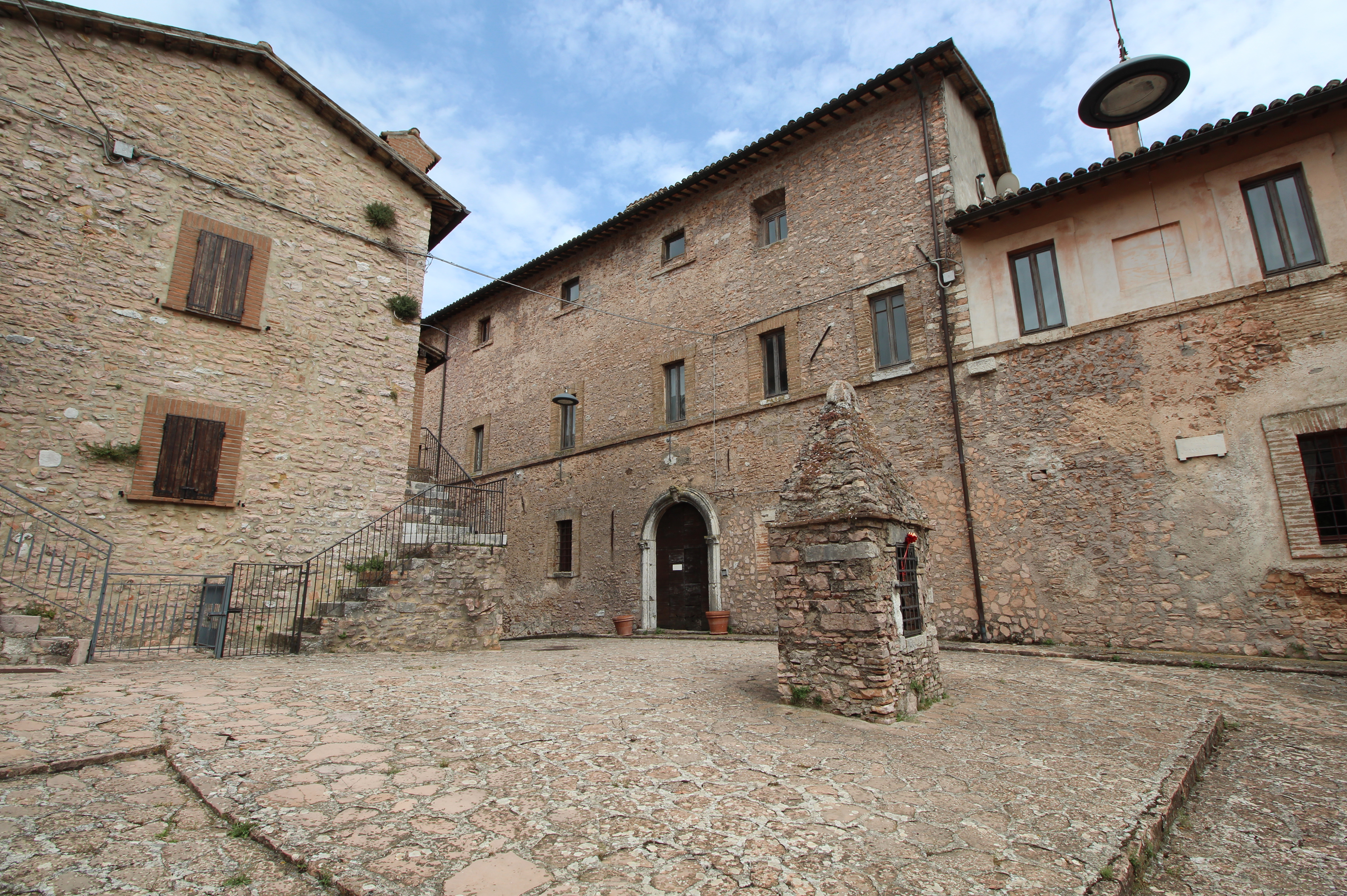
Piazza Massarucci mit dem Palazzo Massarucci
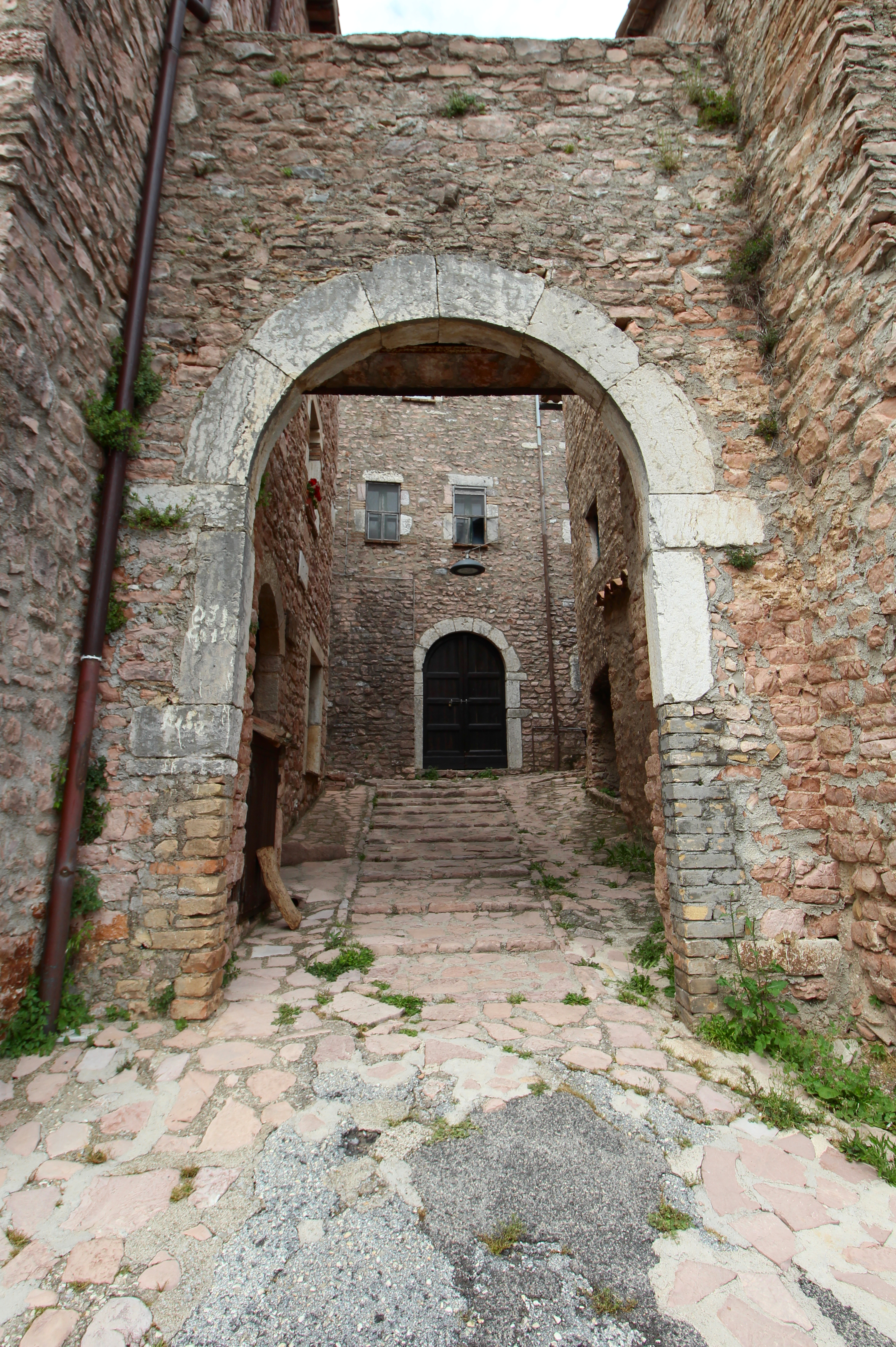
Tor der Wehranlagen
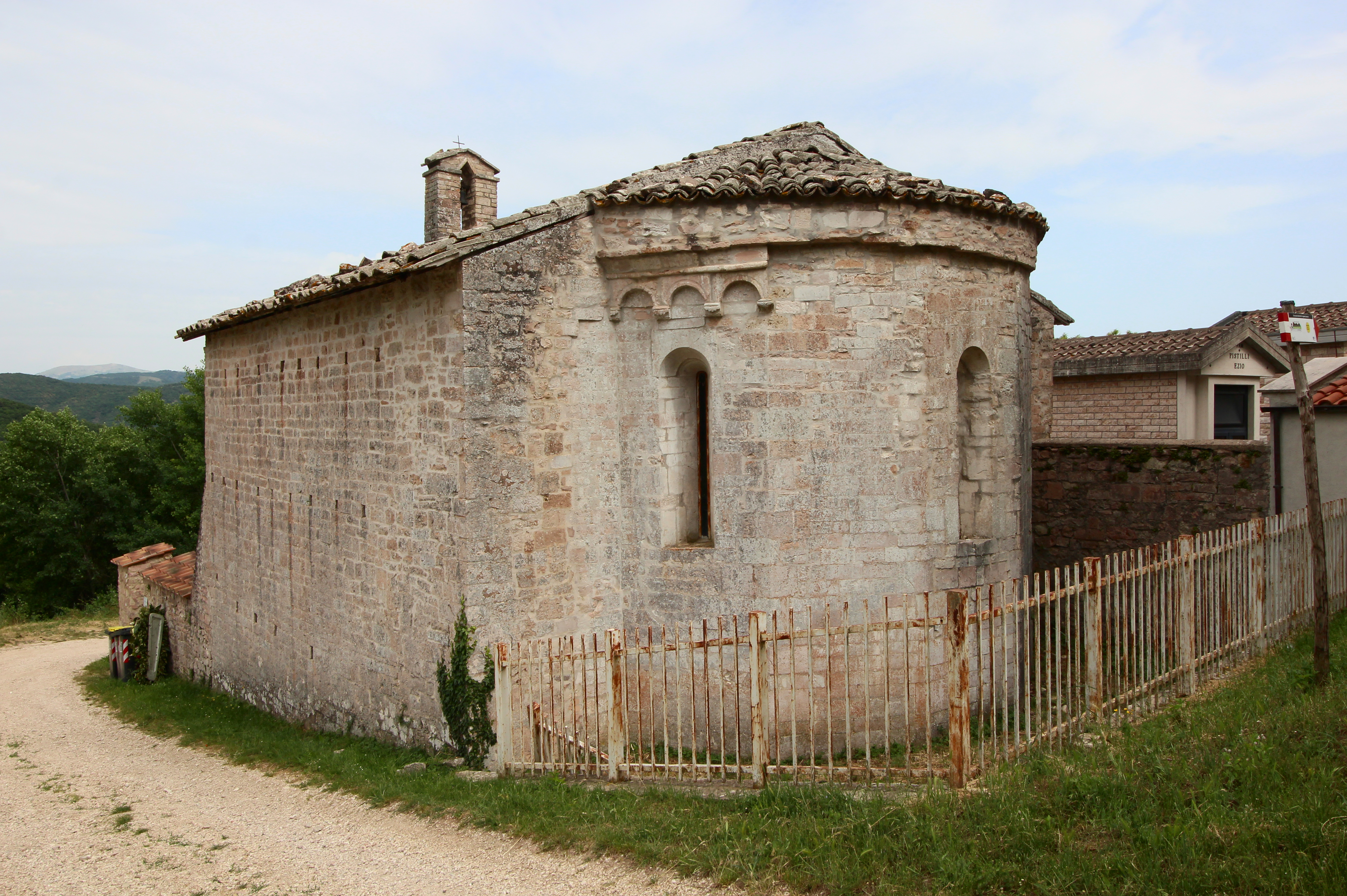
San Giovenale, Kirche am Friedhof